# マオリ (駆逐艦・2代)
マオリ (HMS Maori) はイギリス海軍の駆逐艦。トライバル級。

## 艦歴
スコットランド、ガヴァンのフェアフィールド社で1936年6月6日に起工、1937年9月2日進水。1939年1月2日就役。 
地中海艦隊に編入され船団護衛に従事。10月には本国に戻る。1940年4月まで北海で哨戒任務に従事したり、ノルウェーの戦いに参加。6月にはアイスランドへドイツ艦艇捜索に向かう。
1941年5月、ドイツ戦艦「ビスマルク」追跡戦に参加。マオリは「コサック」、「シーク」、「ズールー」とともにWS8B船団護衛中であったが、護衛を取りやめて「ビスマルク」の報告された位置へ行き雷撃をおこなった。だが、命中はしなかった。「ビスマルク」沈没後、「マオリ」は何人かの生存者を救助した。
1941年12月、第14駆逐隊所属でボン岬沖海戦に参加。
1942年2月12日、マルタのグランド・ハーバーでドイツ軍機の攻撃を受けて撃沈された。戦死1名。